# Pingasa tapungkanana
Pingasa tapungkanana är en fjärilsart som beskrevs av Embrik Strand 1910. Pingasa tapungkanana ingår i släktet Pingasa och familjen mätare. Inga underarter finns listade i Catalogue of Life.